# Kula World
Kula World är ett pusselspel till Playstation, Playstation Network och Android, utgivet av Sony och skapat av det svenska spelföretaget Game Design Sweden AB. I Japan utgivet under namnet Kula Quest och i USA Roll Away. Spelaren styr en kula genom att rulla ett steg i taget i någon riktning på banorna som är uppbyggda av flera block. Målet med spelet är samla in nycklar för att dörrar till utgången på varje bana ska öppnas, såväl som att plocka mynt och juveler längs vägen.
Det introduceras nya hinder och element i takt med att man kommer till nya banor, vilket gör banorna mer och mer komplexa. Om man plockar på sig 5 frukter, som finns utlagda 1 per bana, så kommer man till en bonusbana, där det gäller att rulla över alla block under en viss tidsbegränsning.